# Gobierno y política de la República Checa

## Instituciones
La República Checa es una democracia parlamentaria. Su Constitución y la Carta de los Derechos y Libertades Fundamentales (parte integrante de la Constitución de la República Checa) fueron ratificadas el 16 de diciembre de 1992 y entraron en vigencia el 1 de enero de 1993.
El derecho civil está basado en el sistema legal austro-húngaro. El sistema legal se encuentra actualmente en la etapa final de armonización con la legislación de la Unión Europea. no es actual.
El/la presidente de la República Checa ejerce las funciones de jefe de Estado. La mayor parte de sus funciones políticas son de carácter ceremonial. En la práctica, su poder más influyente es la capacidad de veto que le permite devolver proyectos de ley al parlamento, pero el veto puede ser dejado sin efecto por el poder legislativo. 
El Gobierno de la República Checa está formado por el primer ministro y los demás ministros.
El poder legislativo recae en el Parlamento.
Lista de los Presidentes de la República Checa
- Presidencia vacante: 1 de enero – 2 de febrero de 1993 (algunas funciones son ocupadas por el primer ministro Václav Klaus y Milan Uhde, jefe de la Cámara de Diputados).
- Václav Havel: 2 de febrero de 1993 – 2 de febrero de 2003
- Presidencia vacante: 2 de febrero de 2003 – 7 de marzo de 2003 (algunos funciones son ocupadas por el primer ministro Vladimír Špidla y por Lubomír Zaorálek, jefe de la Cámara de Diputados).
- Václav Klaus: 7 de marzo de 2003 - 8 de marzo de 2013
- Miloš Zeman: 8 de marzo de 2013 - 8 de marzo de 2018

### Poder ejecutivo
El Gobierno de la República Checa se forma cada cuatro años en función de los resultados obtenidos en las elecciones parlamentarias (partido ganador en las elecciones o coalición entre los principales partidos ganadores). A la cabeza del gabinete gubernamental se encuentra el primer ministro (presidente del gobierno).
Hasta el año 2013, el presidente de la República Checa era elegido por las dos cámaras del Parlamento en sesión conjunta, para un mandato de cinco años y sólo podía ser reelegido una vez. Si un nuevo presidente no había sido elegido al término del mandato del que estaba en funciones, algunos de sus poderes eran asumidos por el primer ministro, y otros, por el presidente de la Cámara de los Diputados. Desde 2013, el presidente es elegido directamente por el pueblo, con segunda vuelta.
El presidente de la República Checa se elige directamente por la población con derecho a votar para un mandato de cinco años. El primer ministro se nombra por el presidente, pero el Gobierno debe ser confirmado por una cámara del Parlamento, la Cámara de Diputados: Después de ser nombrado por el presidente, el primer ministro propone los otros miembros del Gobierno, es decir los ministros, quienes se nombran también por el presidente. A continuación la Cámara de Diputados aprueba o refuta el Gobierno propuesto. Es decir, el Gobierno debe tener la confianza de la mayoría del Parlamento.

### Poder legislativo
El poder legislativo de la República Checa se basa en su Parlamento bicameral, es decir con dos cámaras: la Cámara de Diputados y el Senado. Las elecciones a ambas Cámaras son universales, iguales, directos y secretos. Tienen derecho a votar todas las personas que tengan la ciudadanía checa, al menos dieciocho años y plena capacidad jurídica y que no tengan la libertad restringida por razones de salud pública. Nadie puede votar en nombre de otra persona. La República Checa se divide en catorce distritos electorales, que corresponden a las trece regiones del país y a la capital (Praga) para las elecciones a la Cámara de Diputados y en ochenta y uno distritos electorales para las elecciones al Senado.
La Cámara de Diputados (200 escaños) cuenta con elecciones parlamentarias que se realizan cada cuatro años, en las elecciones generales de la República Checa en relación con un sistema proporcional. Un partido o una coalición debe recibir un porcentaje mínimo de los votos para poder tener escaños en la Cámara de Diputados. Para un partido que no es parte de una coalición electoral es de un 5 %, para una coalición de dos partidos es de un 10 %, para una coalición de tres partidos es de un 15 % y para una coalición de cuatro o más partidos es de un 20 %. El número de diputados (escaños) que recibe cada distrito electoral es proporcional al número de votos válidos que hay en el distrito. Estos escaños de un distrito se distribuyen a los partidos políticos que han recibido el porcentaje mínimo según el porcentaje de votos que han recibido (más específicamente, usando el sistema D'Hondt). Los miembros de la Cámara de Diputados deben ser ciudadanos checos y tener al menos 21 años.
El Senado cuenta con 81 senadores, elegidos para el período de seis años. Se emplea un sistema mayoritario, es decir solamente el candidato con el mayor número de votos obtiene el escaño en el Senado para un distrito electoral. Los miembros del Senado deben ser ciudadanos checos y tener al menos 40 años. Una tercera parte del Senado se renueva en elecciones cada dos años.